# Діброва (ботанічний заказник)
«Діброва» — ботанічний заказник місцевого значення. Ботанічний заказник розташований на території східу Бориспільського району Київської області. 
Заказник лежить у межах Студениківського лісництва ДП «Переяславське лісове господарство» — квартали 10, 11 (всі виділи) на території Студениківської сільської громади Бориспільського району. 
Оглошений рішенням Київського облвиконкому від 18 грудня 1984 р. № 441.
Ботанічний заказник є середньовіковимим дубовими насадженнями, де зростає цінна лікарська рослина конвалія травнева.

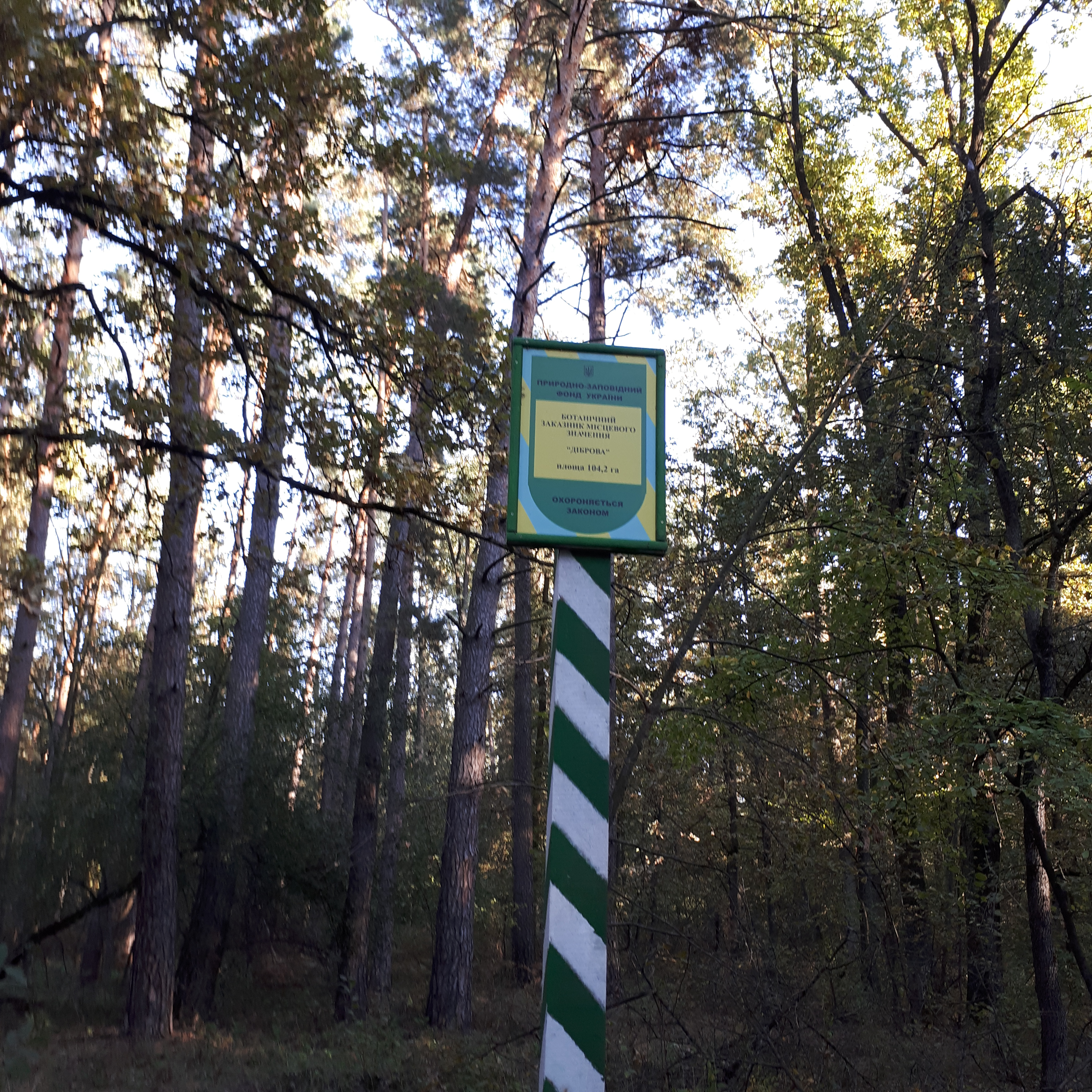
Діброва (ботанічний заказник)